# Propineb
Propineb ist eine chemische Verbindung aus der Gruppe der Zinkverbindungen und Dithiocarbamate, die als Fungizid eingesetzt wird. Es ist das Propylen-Analogon von Zineb.

## Eigenschaften
Propineb ist ein brennbarer, gelber Feststoff, welcher in Wasser wenig löslich ist und sich in feuchtem, saurem und alkalischem Medium zersetzt.

## Verwendung
Propineb wird als Wirkstoff in Pflanzenschutzmitteln (als Fungizid) verwendet. Es wird beim Anbau von Obst, Gemüse und Wein zur Bekämpfung von Pilzerkrankungen wie Mehltau, Schorf und weiteren eingesetzt. Es hemmt die Sporenkeimung auf der Blattoberfläche.
In Deutschland, Österreich und der Schweiz gibt es derzeit keine Zulassung für ein propinebhaltiges Präparat. Propineb ist in Europa ein nach der Richtlinie 91/414/EWG prinzipiell zugelassener Wirkstoff. Pflanzenschutzmittel mit diesem Wirkstoff sind in Malta und Rumänien zugelassen. Zudem wird der von Bayer hergestellte Wirkstoff auch auf dem brasilianischen und südafrikanischen Markt vertrieben.